# Ленар
Лена́р — семейство советских киносъёмочных объективов с переменным фокусным расстоянием для 16- и 35-мм киноаппаратуры. Наиболее известны «Ленар-1» и «Ленар-2М».

## Объективы

### Ленар-1
16 линз собранные в 12 компонентов по схеме трансфокатора. Диафрагма расположена между объективом и афокальной насадкой.
Фокусное расстояние 40-160мм, относительное отверстие 1:3.8, поле зрения 37-10 градусов, разрешающая сила 50/25 линий на мм.

### Ленар-2, 2М
Фокусное расстояние 50-200мм, относительное отверстие 1:4.5, поле зрения 30-7 градусов, разрешающая сила 50/25 линий на мм.
Выпускался с креплением на камеры Конвас-автомат «1КСР—2М» с одним объективодержателем стандарта ОСТ-19

### Ленар-5
Выпускался на Ленинградском опытном оптико-механическом заводе (ЛООМП) в семидисятых годах. Предназначался для 35мм кинокамеры 2 КСМ(для мультипликационных и комбинированных съемок).
Переменное фокусное расстояние (зум).